# Рагівка
Ра́гівка — село в Україні, у Поліській селищній територіальній громаді Вишгородського району Київської області. Населення становить 531 осіб. 

## Історія
19 липня 2020 року, в результаті адміністративно-територіальної реформи та ліквідації Поліського району, село увійшло до складу новоутвореного Вишгородського району.  
З 24 лютого 2022 до 1 квітня 2022 року, під час російського вторгнення в Україну,  село було тимчасово окуповано російськими військами.

## Населення

### Мова
Розподіл населення за рідною мовою за даними перепису 2001 року:
| Мова                | Кількість | Відсоток |
| ------------------- | --------- | -------- |
| українська          | 512       | 96.42%   |
| російська           | 9         | 1.69%    |
| румунська           | 4         | 0.75%    |
| білоруська          | 3         | 0.57%    |
| польська            | 1         | 0.19%    |
| інші/не визначилися | 2         | 0.38%    |
| Усього              | 531       | 100%     |

## Люди
- Костинський Григорій Борисович (народився 1951 в Рагівці) — гістолог, доктор медичних наук, професор, громадський діяч.
- Цирюк Володимир Якимович[4](народився 12 вересня 1930 р.) — Герой Соціалістичної Праці, водій Житомирської автоколони № 2193 міністерства автомобільного транспорту СРСР.